# Ugo di San Bertino
Ugo (802/806 – 14 giugno 844) è stato un principe della casa reale carolingia, abate di San Quintino e di San Bertino a Saint-Omer e anche l'ultimo arcicancelliere di Ludovico il Pio.

## Origine
Secondo Eginardo era figlio illegittimo del re dei Franchi e dei Longobardi ed inoltre imperatore, Carlomagno e di Regina, una delle tre concubine che Carlo si era preso dopo la morte dell'ultima moglie, Liutgarda.
Regina, a Carlo aveva dato anche un altro figlio: Drogone, vescovo di Metz.

## Biografia
Ugo nacque in data imprecisata compresa fra l'802 e l'806 dalla relazione fra Carlo Magno ed una delle sue concubine, certa Regina, dalla quale, nell'801 Carlo aveva già avuto un figlio, Drogone. Nell'814, secondo il Nitardo, il fratellastro Ludovico il Pio aveva preso con sé a corte i tre fratellastri, più giovani, Drogone, Ugo e Teodorico (figlio di Adelinda), come membri della famiglia imperiale; ma, nell'818, dopo la rivolta di Bernardo d'Italia e la sua morte, erano stati tonsurati ed allontanati dalla corte del diffidente Ludovico. Ugo ricevette, per ordine del fratellastro, la tonsura e venne confinato nell'abbazia di Charroux.
Le relazioni che Ludovico il Pio coltivava con i più stretti parenti e specialmente la non voluta morte di Bernardo, causarono a Ludovico tali critiche, che egli, pochi mesi dopo il decesso del suo più vicino consigliere, Benedetto d'Aniane (avvenuta nel febbraio dell'821), cioè a metà ottobre di quell'anno, in un'assemblea imperiale a Thionville, graziò i seguaci di Bernardo e levò il bando da tempo proclamato nei confronti dei suoi cugini Adelardo e Wala. Poco dopo (822/823) furono ricompensati anche i fratellastri con incarichi ecclesiastici: per Ugo questo significò la nomina ad abate dell'abbazia di San Quintino (al fratello germano di Ugo, Drogone toccò la diocesi di Metz).
Non si sa nulla su eventuale partecipazione di Ugo alle contese interfamigliari nei successivi dieci anni. Non sono neppur noti i motivi che indussero Ludovico il Pio a nominarlo suo arcicancelliere, dopo che egli, il 1º marzo 834, era stato nuovamente proclamato imperatore nella basilica di Saint-Denis ed in giugno era mancato il titolare dell'ufficio, l'abate di Marmoutier Theoton. Il primo atto conosciuto di Ugo come cancelliere è datato 3 luglio 834. Comunque Ugo era stato nominato anche abate di Lobbes.
In un documento dell'agosto 835, tratto dal Cartulaire de l'abbaye de Saint-Bertin suo fratellastro, l'imperatore Ludovico lo cita come dilettissimo fratello e abate venerabile della cui fedeltà non ha dubbi ed arcicancelliere (archinotarius) dei palazzi imperiali.
Nell'836 Ugo ricevette la nomina ad abate di San Bertino, come risulta dagli Annales Bertiniani. Poco dopo ricevette anche la nomina ad abate dell'abbazia di Nouaillé.
In quello stesso anno, secondo la Vita Hludowici Imperatoris, Ugo ed il conte Adalgario, da Ludovico il Pio furono inviati come messaggeri presso il co-imperatore, Lotario I, per riconciliarlo col padre, Ludovico.
Dopo la morte di Ludovico il Pio (20 giugno 840), allorché vi fu una recrudescenza delle lotte per la successione, Ugo trovò inizialmente difficile scegliere da quale parte schierarsi. Dopo la battaglia di Fontenoy, combattuta un anno dopo, egli si decise a settembre ad associarsi ai vincitori, Carlo il Calvo e Ludovico II il Germanico, e, secondo la storico francese Christian Settipani, esperto di genealogie, Ugo divenne cancelliere di corte di Carlo il Calvo. Più tardi, dopo l'accordo stipulato fra Carlo il Calvo, Ludovico II il Germanico e il nuovo imperatore Lotario I, egli si ritrovò al servizio di quest'ultimo.
Nell'844 egli venne coinvolto nella lotta fra Carlo il Calvo e Pipino II di Aquitania, che era stato escluso dalla partizione operata con il trattato di Verdun fra i tre figli di Ludovico il Pio, Carlo, Lotario e Ludovico II il Germanico. Allorché Carlo mise sotto assedio la città di Tolosa, ove regnava Bernardo I, duca di Settimana, alleato di Pipino, Ugo venne inviato con un esercito in aiuto di Carlo, ma il 14 giugno 844 si scontrò con Pipino ad Angoumois, ove venne sconfitto e secondo gli Annales Fuldenses, durante la battaglia fu ucciso; la morte di Ugo è ricordata anche dagli Annales Bertiniani. Pipino acconsentì quindi a soddisfare l'ultimo desiderio di Ugo: seppellire il suo corpo nell'abbazia di Charroux. Ad Ugo succedette nell'abbazia di San Quintinio Adalardo il Siniscalco.

## Discendenza
Di Ugo non si conosce il nome di un'eventuale moglie, né si ha notizia di alcuna discendenza.

## Ascendenza
|                    |   |                     | Genitori               |  |  | Nonni |  |  | Bisnonni       |  |  | Trisnonni         |  |
|                    |   |                     |                        |  |  |       |  |  | Carlo Martello |  |  | Pipino di Herstal |  |
|                    |   |                     |                        |  |  |       |  |  | Carlo Martello |  |  | Pipino di Herstal |  |
|                    |   | Alpaïde di Bruyères |                        |  |  |       |  |  | Carlo Martello |  |  |                   |  |
| Pipino il Breve    |   |                     |                        |  |  |       |  |  | Carlo Martello |  |  |                   |  |
|                    |   | Rotrude di Treviri  | Lamberto II di Hesbaye |  |  |       |  |  |                |  |  |                   |  |
|                    |   | Rotrude di Treviri  | Lamberto II di Hesbaye |  |  |       |  |  |                |  |  |                   |  |
|                    |   | Rotrude di Treviri  | Clotilde               |  |  |       |  |  |                |  |  |                   |  |
| Carlo Magno        |   | Rotrude di Treviri  |                        |  |  |       |  |  |                |  |  |                   |  |
|                    |   | Cariberto di Laon   | ?                      |  |  |       |  |  |                |  |  |                   |  |
|                    |   | Cariberto di Laon   | ?                      |  |  |       |  |  |                |  |  |                   |  |
|                    |   | Cariberto di Laon   | Bertrada di Prüm       |  |  |       |  |  |                |  |  |                   |  |
| Bertrada di Laon   |   | Cariberto di Laon   |                        |  |  |       |  |  |                |  |  |                   |  |
|                    |   | Gisella di Laon     | ?                      |  |  |       |  |  |                |  |  |                   |  |
|                    |   | Gisella di Laon     | ?                      |  |  |       |  |  |                |  |  |                   |  |
|                    |   | Gisella di Laon     | ?                      |  |  |       |  |  |                |  |  |                   |  |
| Ugo di San Bertino |   | Gisella di Laon     |                        |  |  |       |  |  |                |  |  |                   |  |
|                    | … | …                   |                        |  |  |       |  |  |                |  |  |                   |  |
|                    | … | …                   |                        |  |  |       |  |  |                |  |  |                   |  |
|                    | … | …                   |                        |  |  |       |  |  |                |  |  |                   |  |
| …                  | … |                     |                        |  |  |       |  |  |                |  |  |                   |  |
|                    |   | …                   | …                      |  |  |       |  |  |                |  |  |                   |  |
|                    |   | …                   | …                      |  |  |       |  |  |                |  |  |                   |  |
|                    |   | …                   | …                      |  |  |       |  |  |                |  |  |                   |  |
| Regina             |   | …                   |                        |  |  |       |  |  |                |  |  |                   |  |
|                    |   | …                   | …                      |  |  |       |  |  |                |  |  |                   |  |
|                    |   | …                   | …                      |  |  |       |  |  |                |  |  |                   |  |
|                    |   | …                   | …                      |  |  |       |  |  |                |  |  |                   |  |
| …                  |   | …                   |                        |  |  |       |  |  |                |  |  |                   |  |
|                    |   | …                   | …                      |  |  |       |  |  |                |  |  |                   |  |
|                    |   | …                   | …                      |  |  |       |  |  |                |  |  |                   |  |
|                    |   | …                   | …                      |  |  |       |  |  |                |  |  |                   |  |
|                    |   | …                   |                        |  |  |       |  |  |                |  |  |                   |  |

### Fonti primarie
- (LA)  Monumenta Germaniae Historica, Scriptores, tomus II.
- (LA)  NITHARDUS, HISTORIARUM LIBRI QUATTUOR, LIBER PRIMUS.
- (LA)  Cartulaire de l'abbaye de Saint-Bertin.
- (LA)  Monumenta Germaniae Historica, Scriptores, tomus I.
- (LA)  Les Annales de Saint-Bertin el de Saint Vaast II.

### Letteratura storiografica
- Christian Pfister, La Gallia sotto i Franchi merovingi. Vicende storiche, in Storia del mondo medievale - Vol. I, Cambridge, Cambridge University Press, 1978,  pp. 688-711.
- Gerhard Seeliger, Conquiste e incoronazione a imperatore di Carlomagno, in Storia del mondo medievale - Vol. II, Cambridge, Cambridge University Press, 1979,  pp. 358-396.
- (FR)  Georges Tessier: Diplomatique royale française. A. et J. Picard, 1962, S. 44
- (FR)  Christian Settipani: La préhistoire des Capétiens 481-987. 1993, S. 209
- (FR)  Michel Dillange: Les Comtes de Poitou, Ducs d'Aquitaine (778-1204). 1995, ISBN 978-2-910919-09-2, S. 66-67.
- (DE)  Detlev Schwennicke: Europäische Stammtafeln Band I.1. 2005, Tafel 3–7
- (FR)  Charles Mériaux: Gallia irradiata. 2006, S. 176